# Organización Nacional Estudiantil de Fútbol Americano
La Organización Nacional Estudiantil de Fútbol Americano (por sus siglas, ONEFA) es una asociación que regula los sistemas de competencia de varias categorías, ligas y conferencias de Fútbol americano en México. Debido a la importancia de su liga estelar, la Liga Mayor, usualmente se le considera como el máximo organismo nacional en este deporte (en el ámbito colegial), junto a la CONADEIP y la Liga de Fútbol Americano Profesional de México.
La ONEFA está compuesta por más de 100 equipos de diversas Instituciones de Educación Superior y Media Superior de la República Mexicana, las cuales van turnándose la presidencia cada 3 años. El Comité Directivo, integrado por escuelas que tienen equipos en la Liga Mayor, decide sobre reglamentación, arbitraje, sanciones, calendarios y sistemas generales de competencia. Adicionalmente la ONEFA lleva el registro estadístico de los equipos y jugadores, y se encarga de gestionar, manejar y administrar las relaciones con los medios de comunicación (televisoras, radiodifusoras y prensa escrita), así como con otras organizaciones deportivas nacionales y extranjeras.

## Historia

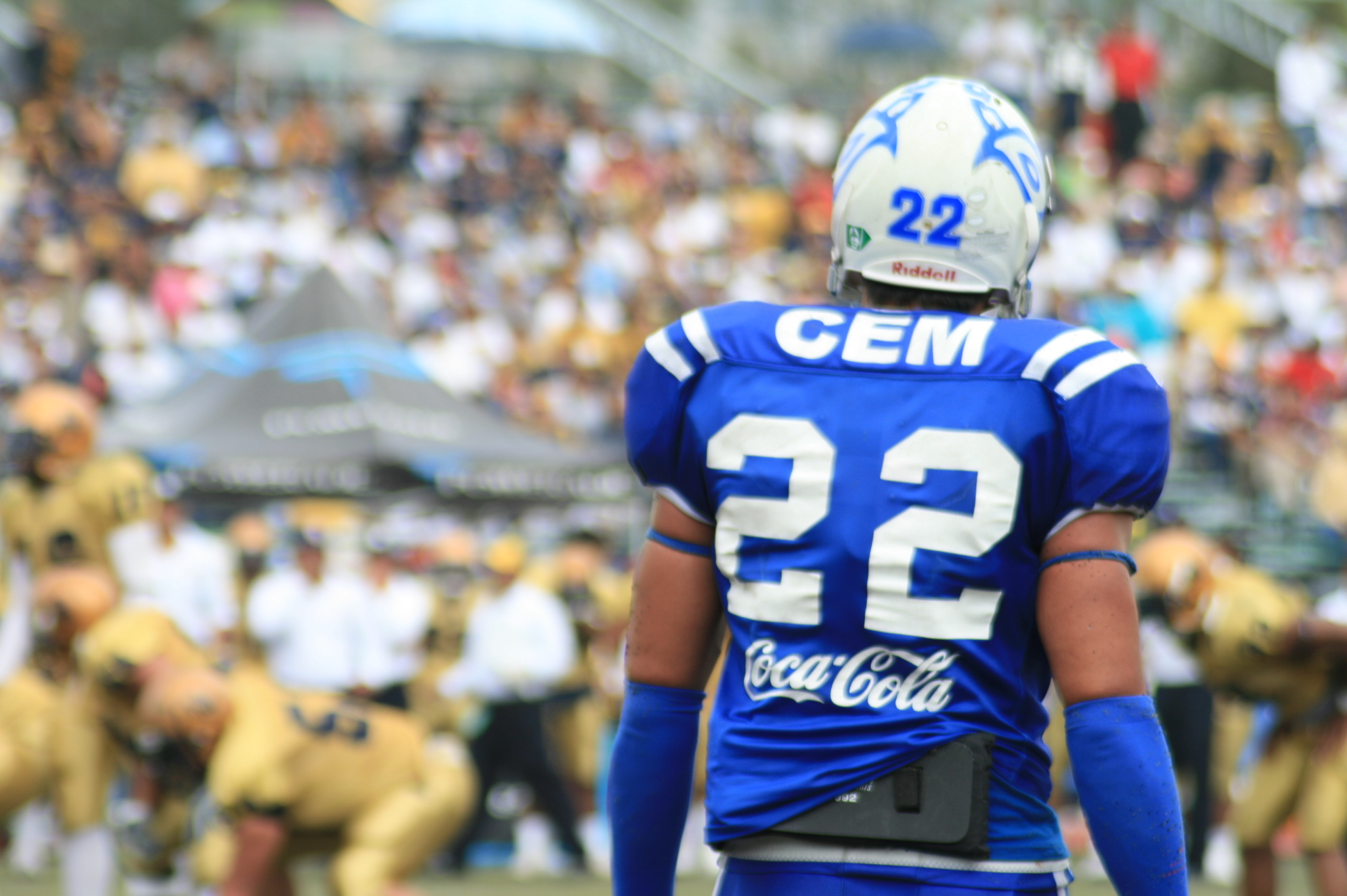
Un jugador de los Borregos Salvajes CEM observa las acciones de juego.

El fútbol americano en México se ha jugado desde 1896, cuando en los puertos que tenían una afluencia importante de marinos de origen estadounidense, se organizaban partidos en los que participaban algunos nacionales para completar el número de jugadores. No obstante, el deporte se practicó de manera formal hasta los años 20’s en diferentes escuelas y universidades, principalmente en las ciudades grandes del interior del país. Así, Jorge Braniff, un empresario, organizó el primer torneo de fútbol americano en 1928. Desde esa fecha hasta la actualidad el deporte ha crecido en popularidad, sobre todo en la Ciudad de México y Monterrey, donde la rivalidad entre los equipos de la UNAM-Politécnico y Tec de Monterrey-UANL se volvió legendaria.
Para la década de los 70 fueron creadas cuatro Fuerzas según el nivel de los equipos que competían; la Primera Fuerza se convirtió en la Liga Nacional en 1970, y a partir de 1978 ostenta el nombre de Liga Mayor, año en que empezó a administrarla la ONEFA. Las universidades fundadoras de la organización fueron:
- Instituto Politécnico Nacional
- Universidad Autónoma Agraria Antonio Narro
- Universidad Autónoma Chapingo
- Universidad Autónoma de Chihuahua
- Universidad Autónoma de Coahuila
- Universidad Autónoma de Nuevo León
- Universidad Nacional Autónoma de México

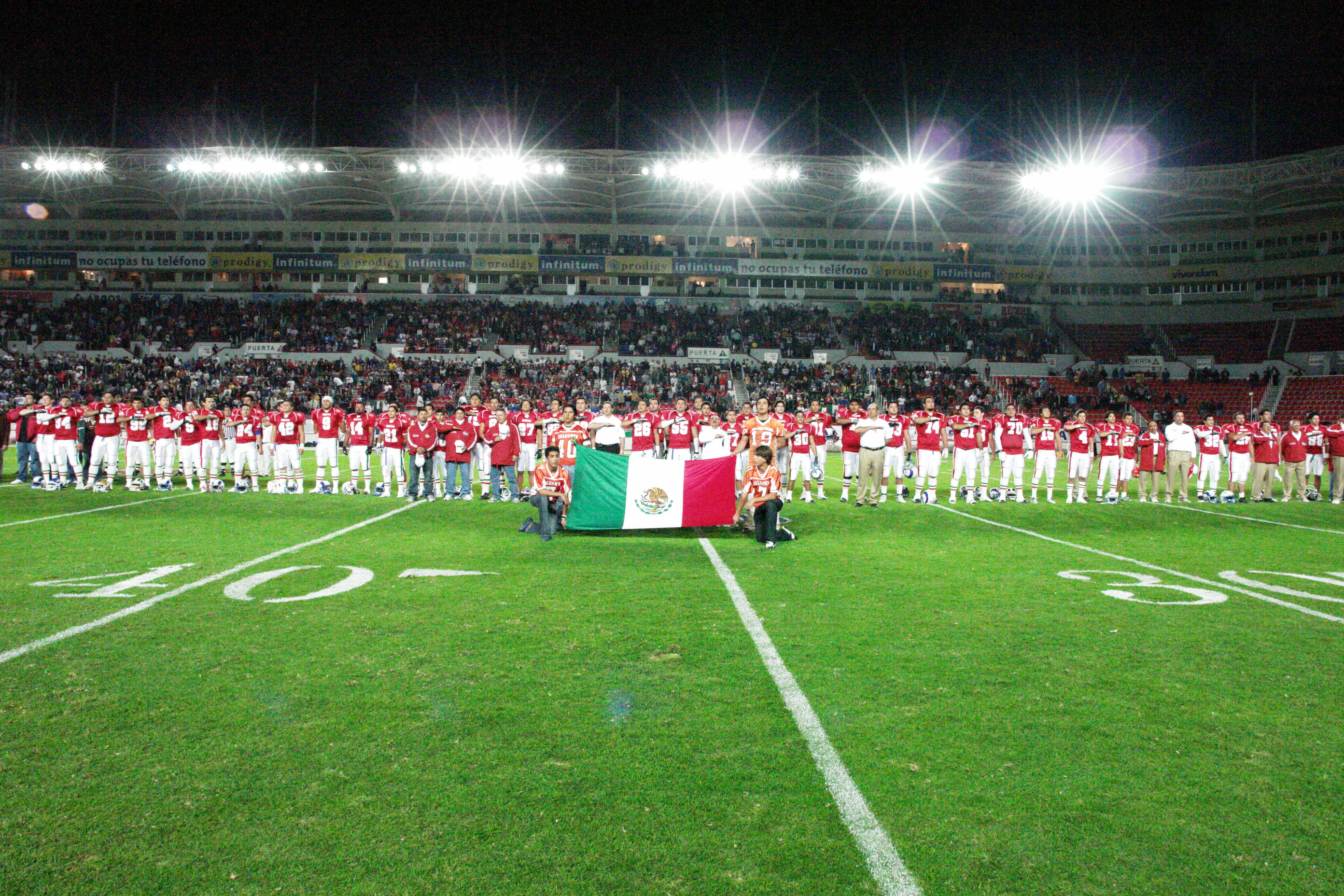
La selección mexicana antes de enfrentar a su similar de EU, 2006.

Con el tiempo la ONEFA ha ido englobando a equipos de categorías menores, por lo que la organización ha ido modificándose debido a la aparición de más equipos, y en algunos casos debido a la desaparición de otros. En los 90's, además de la Liga Mayor se crearon otras dos categorías: Juvenil e Intermedia. La Liga Mayor también ha experimentado cambios: en 1981 se dividió en dos conferencias: la Nacional (de ascenso) y la Metropolitana (de campeonato nacional). Esta última conferencia cambió de nombre a "10 Grandes" en 1990 y finalmente a "12 Grandes" en 2004.
En enero del 2008 se creó una tercera conferencia llamada del "Centro", con equipos de la de los "12 Grandes", promovida por las instituciones públicas de la Universidad Nacional Autónoma de México y el Instituto Politécnico Nacional, en contra de las instituciones educativas particulares con mayores recursos económicos que desde la década de 1990 dominan la Conferencia de los 12 Grandes. Los argumentos fue la búsqueda de equidad competitiva, regulación de número de becas por equipo, edad límite de los jugadores y reglamentación adecuada de try-outs; todo con la finalidad de mantener el espíritu de competencia justa.
En febrero de 2009 las instituciones acordaron fusionar las conferencias de los "12 Grandes" con la "Nacional" en una sola, que tendría dos grupos, cada uno con su propio campeón. A su vez, la Conferencia del Centro se decidió conformarse por los grupos "A" y "B" y también tendrían dos campeones. Sin embargo, el Instituto Tecnológico de Estudios Superiores de Monterrey, junto con otras instituciones decidieron dejar la ONEFA para crear su propio circuito llamado LINAFAC; pero finalmente el Tec de Monterrey se quedó solo y tras su fracaso solicitó en forma extemporánea su reingreso a la ONEFA, lo cual se decidiría en la Asamblea General de la ONEFA a principios de 2010, por lo que quedaron impedidos de jugar en la temporada de 2009. Con el fin de que los jugadores del sistema Tec de Monterrey no se queden sin jugar, esta institución decidió hacer un circuito interno, llamado Torneo Borregos 2009. Por su parte, la ONEFA restructuró las conferencias en tres: "Centro", "Norte" y "Sur"; cada una con su respectivo campeón.
En febrero de 2010, la ONEFA aceptó el retorno de los equipos del sistema Tec de Monterrey, quienes debían aceptar nuevas medidas reglamentarias incorporadas durante 2009. Inconformes, volvieron a solicitar su salida y aceptaron conformar una nueva liga mayor con la Comisión Nacional Deportiva Estudiantil de Instituciones Privadas, A.C. (CONADEIP), sumándose a la salida la Universidad de las Américas de Puebla (UDLA) y la Universidad Regiomontana.
Para la temporada de 2012 nuevamente la ONEFA reestructuró su sistema de conferencias restituyendo la mayor con el nombre de los "8 Grandes", principalmente con los equipos de la de Centro y la "Nacional" con los equipos de las otras dos conferencias, la del Norte y la del Sur. 
La última temporada sin equipos de la CONADEIP el equipo de Burros Blancos del IPN se corono campeón contra su similar del IPN las Águilas Blancas siendo el primer tazón politécnico que se da en la historia y el primero para los de Zacatenco.
Para 2020, la ONEFA y la CONADEIP llegaron a un acuerdo para volver a jugar juntos en la liga mayor, adecuando algunas reglas para la participación de las escuelas privadas, creándose así nuevas conferencias.
En el año 2022 y 2023 los campeones son los Borregos Salvajes de Monterrey, ganando dos finales seguidas a los Auténticos Tigres de UANL. 
Para la temporada 2024, la ONEFA hace oficial el ascenso de la liga nacional y la conferencia de los 14 grandes, siendo los Potros Salvajes de la UAEM los primeros descendidos bajo este formato, así ascendiendo los Aztecas de la UACH de la liga nacional. Los primeros 8 mejores participaran en los playoffs. Se jugarán cuartos, semifinales y la final, siempre en la casa del mejor preclasificado de cada llave. Contrario a 2023, este año no hay grupos, sino una tabla general para los 14 equipos de la Liga Mayor. Los campeones de la liga nacional de ese año fueron los Zorros del CETYS de Tijuana quien se impuso en la final a la Anáhuac campus Cancun. Mientras en la liga de los 14 grandes los Borregos del Tecnológico de Monterrey consigue el tricampeonato luego de vencer por tercera vez consecutiva a los Autenticos Tigres de la UANL en un clásico regio lleno de emociones. Es el primer tricampeonato de la ONEFA desde el 2006.

## Estructura Deportiva de la ONEFA
La ONEFA actualmente se divide en cuatro categorías, según la edad de los jugadores:
- Infantil (de 8 a 15 años)

- Juvenil (de 15 a 18 años)

- Intermedia (de 18 a 20 años) y

- Liga Mayor (de 20 a 25 años)

Dado que los jugadores tienen más corpulencia y acumulan mayor experiencia en la Categoría Mayor, se considera como la más importante y espectacular de las cuatro, además de que es la que cuenta con un número mayor de aficionados y genera más expectativa. Los jugadores de las categorías infantil a intermedia se esfuerzan al máximo con la intención de ser admitidos en alguno de los equipos de la Categoría Mayor cuando cuenten con la edad suficiente.
En el congreso Ordinario del 2009, celebrado en Cancún, Quintana Roo, se establece la creación de una categoría Infantil, para inicios del año 2010. Esto daría a la ONEFA, ser la primera organización en tener categoría Infantil, Juvenil, Intermedia y Mayor, completando un proceso del jugador estudiante.
Cada una de las categorías se divide en varias ligas, conferencias y grupos, con la excepción de la Categoría Mayor, que tiene una sola liga (Liga Mayor). Las escuadras que compiten en las categorías menores son propiedad de las mismas Instituciones Educativas que tienen escuadras en la Liga Mayor, así como de diversos clubes.

### Categoría Juvenil
La Categoría Juvenil se divide en 6 Conferencias :
- conferencia "Jacinto Licea "Mendoza" (Division I)
- conferencia Metropolitana (Division II)
- conferencia Amarilla (Division Bajío)
- conferencia Verde (División Centro)
- conferencia Blanca (División IV)
- conferencia Roja (Division V)

### Categoría Intermedia
En Intermedia hay -- equipos que compiten en dos conferencias:
- Conferencia "Jacinto Licea"
- Conferencia "Manuel Ortíz"

Las conferencias, al igual que en Juveniles, también son regionales e independientes entre sí, por lo que en esta categoría tampoco hay un campeonato nacional.

### Liga Mayor
La Categoría de Liga Mayor es el máximo circuito de la Organización Nacional Estudiantil de Fútbol Americano (ONEFA) desde su constitución en 1978.
Actualmente se conforma por tres conferencias, cada una con su campeón, en la que participan 36 equipos que juegan en las siguientes conferencias:
1. Conferencia 14 Grandes (División I)
2. Conferencia Nacional (División II)
Es el máximo circuito de fútbol americano que ha tenido México desde 1930, que ha mantenido este deporte como el quinto más popular del país y el cuarto en la zona metropolitana de la Ciudad de México.
Antes de la fundación de la Organización Nacional Estudiantil de Fútbol Americano (ONEFA), los primeros equipos que se crearon en la Ciudad de México formaron la Primera Fuerza en 1930, la cual se transformó en la Liga Mayor de México a partir de 1936 durante la cual se vivió su edad de oro.
En 1969 se creó la Liga Nacional Colegial y a partir de 1978 se creó la actual Organización Nacional Estudiantil de Fútbol Americano que estableció la Liga Mayor como la categoría máxima del fútbol americano en México.
La ONEFA estableció que la categoría de Liga Mayor se conformaría por conferencias. Así, desde 1978 los equipos conformaron la Conferencia Metropolitana. En 1981 creó la Conferencia Nacional sin que fuera esta una conferencia de ascenso a la Metropolitana. En 1987 la Conferencia Metropolitana se convierte en la Conferencia Mayor y a partir de 1988 la Nacional se convierte en la conferencia de ascenso a la Mayor. Igualmente, en 1988 se establece la Conferencia Mexicana que sólo jugará durante una temporada. Y en 2001 se intentará crear la Conferencia del Pacífico Norte que igualmente sólo jugará una temporada.
En 1997 la Conferencia Mayor cambia de nombre por la Conferencia de los Diez Grandes que en 2005 vuelve a renombrarse como Conferencia de los Doce Grandes.
Tras desavenencias entre los equipos de la Conferencia de los 12 Grandes, divididos visiblemente entre instituciones públicas y privadas, se escinde en dos en 2008, quedando en ésta solo 6 equipos y los demás conformaron la Conferencia del Centro. Esta temporada de 2008 sería la última en que se jugaría en las Conferencias de los 12 Grandes y de la Nacional.
En 2009, tras la salida de los equipos del Tec de Monterrey, que jugarán su propio Torneo Borregos 2009, se reestructura nuevamente la Liga Mayor estableciéndose tres conferencias, la Centro, Norte y Sur; que contó con 21 equipos. Para 2012, se restituyeron las Conferencias, dándoles el nombre de los 8 Grandes y la Nacional. Ésta reestructuración duró poco tiempo, ya que en 2015 las conferencias se jugarían en tres divisiones, dependiendo el nivel de juego en estadísticas de los equipos participantes.
El Grupo Verde sería equivalente al nivel más alto de los equipos de la ONEFA integrando a 7 equipos, una primera división de fútbol, el nivel intermedio de Liga Mayor sería el Grupo Blanco con 7 equipos participantes, y el tercer nivel sería el Grupo Rojo con 8 equipos participantes.
Con la salida de los equipos "Borregos Salvajes" del Tecnológico de Monterrey ( Estado de México,  Monterrey, Borregos Toluca y  Ciudad de México) y del equipo  Aztecas de la Universidad de las Américas de Puebla, estos fundan la Liga Premier de la  Comisión Nacional Deportiva Estudiantil de Instituciones Privadas (CONADEIP) esto hace que después de muchas negociaciones entre los dos organismos, se juegue desde 2016 el Tazón de Campeones, entre el campeón de la ONEFA contra el campeón de la CONADEIP para definir al campeón nacional definitivo. 
Para 2020, y con nuevas mesas directivas se llega a un acuerdo para que los equipos que participan en la CONADEIP, se integren al circuito de la ONEFA, esto gracias a que ONEFA modifico algunas reglas en el tema de reclutamiento para que estos equipos pudieran participar.
En el plano internacional, la ONEFA realiza el Tazón Azteca y el Tazón Amistad, en el que el representativo universitario mexicano enfrenta al estadounidense y al japonés respectivamente. En el aspecto interno, las competencia de alta importancia que no maneja la ONEFA son el "Clásico Poli-Universidad", que administran directamente la UNAM y el IPN, y la nueva liga de la CONADEIP.

## Equipos de Liga MayorTemporada 2024
Equipos de las diferentes conferencias repartidos en verde rojo y azul
| Equipo                   | Institución                                                 | Campus/Ciudad                        | Estadio                         | HC                       |
| Conferencia "14 Grandes" | Conferencia "14 Grandes"                                    | Conferencia "14 Grandes"             | Conferencia "14 Grandes"        | Conferencia "14 Grandes" |
| ------------------------ | ----------------------------------------------------------- | ------------------------------------ | ------------------------------- | ------------------------ |
| Aztecas                  | Universidad de las Américas de Puebla                       | San Andrés Cholula, Pue              | Templo del Dolor                | Robert Peay              |
| Águilas                  | Universidad Autónoma de Chihuahua                           | Chihuahua                            | Olímpico de la UACH             | Javier Trevizo           |
| Borregos CCM             | Instituto Tecnológico y de Estudios Superiores de Monterrey | Ciudad de México                     | Disney CCM                      | Hugo Lira                |
| Borregos MTY             | Instituto Tecnológico y de Estudios Superiores de Monterrey | Monterrey, Nuevo León                | Banorte                         | Enrique Altamirano       |
| Borregos Gdl             | Instituto Tecnológico y de Estudios Superiores de Monterrey | Guadalajara                          | La Fortaleza Azul               | Enrique Alfaro           |
| Borregos Pue             | Instituto Tecnológico y de Estudios Superiores de Monterrey | Puebla                               | El Cráter Azul                  | Eric Fisher              |
| Burros Blancos           | Instituto Politécnico Nacional                              | Zacatenco, CDMX                      | Wilfrido Massieu                | Rafael Duck              |
| Pumas CU                 | Universidad Nacional Autónoma de México                     | Ciudad Universitaria, CDMX           | Olímpico Universitario          | Julio Nava               |
| Águilas Blancas          | Instituto Politécnico Nacional                              | Casco de Santo Tomás, CDMX           | Casco de Santo Tomás            | Enrique Zárate           |
| Auténticos Tigres        | Universidad Autónoma de Nuevo León                          | San Nicolás de los Garza, Nuevo León | Gaspar Mass                     | Antonio Zamora           |
| Borregos CEM             | Instituto Tecnológico y de Estudios Superiores de Monterrey | Atizapán de Zaragoza, EDOMEX         | Corral de Plástico              | Mario Acevedo            |
| Leones A Norte           | Universidad Anáhuac                                         | Huixquilucan, EDOMEX                 | La Cueva del León               | Marco Montes             |
| Linces                   | Universidad del Valle de México                             | Lomas Verdes, EDOMEX                 | José Ortega Martínez            | Rodrigo Pérez            |
| Pumas Acatlán            | Universidad Nacional Autónoma de México                     | Acatlán, EDOMEX                      | FES Acatlán                     | Horacio García           |
| Conferencia Nacional     |                                                             |                                      |                                 |                          |
| Grupo Norte              |                                                             |                                      |                                 |                          |
| Cimarrones               | Universidad Autónoma de Baja California                     | Tijuana                              | UABC Tijuana                    | Ricardo Licona           |
| Indios                   | Universidad Autónoma de Ciudad Juárez                       | Ciudad Juárez, Chihuahua             | 20 de noviembre                 | Alfredo Martínez         |
| Lobos                    | Universidad Autónoma de Coahuila                            | Saltillo, Coahuila                   | Estadio Jorge Castro            | Ángel Esparza            |
| Potros                   | Instituto Tecnológico de Sonora                             | CD Obregón, Sonora                   | Campo Hundido                   | Jorge I. Aguilar         |
| Zorros                   | Centro de Enseñanza Técnica y Superior                      | Tijuana / Mexicali, Baja California  | Margarita Astiazarán de Fimbres | Luis Cervantes           |
| Grupo Bajío              |                                                             |                                      |                                 |                          |
| Borregos Qro             | Instituto Tecnológico y de Estudios Superiores de Monterrey | Querétaro                            | Borrego                         | Héctor del Águila        |
| Cardinals                | Universidad Incarnate Word                                  | Irapuato, Guanajuato                 | El nido                         | Edgar Cervantes          |
| Leones A Qro             | Universidad Anáhuac                                         | Querétaro                            | Infierno Naranja                | Miguel Estrada           |
| Lobos                    | Universidad Latina de México                                | Celaya, Guanajuato                   | ULM                             | Alberto de León          |
| Red Wolves               | Arkansas State University                                   | Querétaro                            | Arkansas State                  | Antonio Tajonar          |
| Tecos                    | Universidad Autónoma de Guadalajara                         | Zapopan, Jalisco                     | Tres de Marzo                   | Roberto Salas            |
| Grupo Centro             |                                                             |                                      |                                 |                          |
| Búhos                    | Instituto Politécnico Nacional                              | Casco de Santo Tomás, CDMX           | Casco de Santo Tomás            |                          |
| Frailes                  | Universidad del Tepeyac                                     | Lindavista                           | MCA                             | Adán Tapia               |
| Jaguares                 | Universidad Tecnológica Iberoamericana                      | EDOMEX                               | UTECI                           |                          |
| Halcones                 | Universidad Veracruzana                                     | Xalapa                               | USBI Xalapa UV                  | José Izquierdo           |
| Leones A Cun             | Universidad Anáhuac                                         | Cancún, Quintana Roo                 | Coliseo Maya                    | Jorge Jiménez            |
| Lobos                    | Benemérita Universidad Autónoma de Puebla                   | Puebla                               | Olímpico de la BUAP             | Juvenal Olmos            |
| Potros Salvajes          | Universidad Autónoma del Estado de México                   | Toluca, EDOMEX                       | J.J Pichardo                    | Ricardo Jiménez          |
| Toros Salvajes           | Universidad Autónoma Chapingo                               | Texcoco, EDOMEX                      | Palomo Ruiz Tapia               | Daniel Cruz              |

## Campeonatos
La Organización Nacional Estudiantil de Fútbol Americano (ONEFA) heredó la tradición del fútbol americano colegial mexicano que se practica desde 1930 y hasta 2008 existió un campeonato nacional que con el paso del tiempo tuvo diferentes denominaciones.
Este campeonato fue enriquecido con diferentes campeonatos de las diferentes conferencias que se crearon en torno suyo, entre las que destaca la Conferencia Nacional, que se convirtió en el circuito de ascenso para jugar en el campeonato nacional.
De 2009 a 2011, el sistema anterior fue sustituido por uno en que había tres campeones, por cada una de las conferencias de la Liga Mayor de la ONEFA. Pero a partir de 2012 se restituyó el sistema anterior de dos campeones, uno por la Conferencia de los 8 Grandes y otro por la Conferencia Nacional, aunque sin la movilidad del ascenso que se tenía anteriormente.

## Palmarés

### Palmarés por equipos
La lista a continuación muestra el palmarés de los equipos campeones nacionales, así como algún campeonato en la categoría de Liga Mayor o de Primera Fuerza del fútbol americano en México por conferencias.

### Palmarés por institución educativa
Las instituciones educativas que han obtenido campeonatos en la categoría de Liga Mayor, con uno o varios equipos, por conferencias se enlistan a continuación.

## Estadísticas

### Récords de la Liga Mayor: Jugadores
Los registros de la ONEFA han permitido mantener un conocimiento detallado sobre la evolución de los equipos y jugadores a lo largo de la historia. Aquí se muestran los récords más sobresalientes desde que la Liga Mayor es administrada por la ONEFA, es decir en su etapa moderna de 1978 a la fecha. Los números corresponden al primer lugar de cada rubro, y se muestran indistintamente tanto de la Conferencia Nacional como de los 12 Grandes.